# 黑山志願軍
黑山志願軍（英語：Montenegrin Volunteer Corps），是切特尼克領袖帕夫勒·久里希奇在納粹德國、米兰·内迪奇及迪米特里耶·約蒂奇協助下，於1944年春天建立，從屬於塞爾維亞志願軍的軍事組織，兵力約為7至8千人。

## 伸延閱讀
- Tomasevich, Jozo. . Stanford University Press. 1975. ISBN 0-8047-0857-6.